# 哈尔科夫州州长
哈尔科夫州州长（烏克蘭語：Керівники Харківської області）是哈尔科夫州行政部门的负责人。该职位由乌克兰总统任命。现任州长为奥列格·西涅古博夫。